# 大林文敏
大林 文敏（おおばやし ふみとし、1945年10月 - ）は日本の法学者。専門は憲法学、アメリカ最高裁判所論。愛知大学法学部、同大学院法学研究科・法務研究科（法科大学院）教授。

## 概要

### 人物
愛知県出身。1969年、愛知大学法経学部法学科卒業。1971年に同大学院法学研究科公法学専攻修了後、1972年の沖縄国際大学設立に参画。沖国大では1985年に玉野井芳郎教授が提唱し纏めた「生存と平和を根幹とする『沖縄自治憲章案』」の草案を西原森茂（琉球大学）、仲地博（沖国大）と共に作成する。
1989年から愛知大学法学部教授。2004年には法科大学院が開設され、大学院教授を併任。2009年、加藤克佳の後任として法科大学院長に就任（2011年まで）。
法科大学院の教員としては、近年の司法制度改革（法科大学院制度）を明治以来の大改革と位置づけているが、それは単に制度自体の改革ではなく「各自の改革」を要求するものであるとして、自らの意識改革も含めて法曹の養成にあたることを標榜している。
現在、愛知県弁護士会懲戒委員会予備委員。2008年度から2010年度まで新司法試験の考査委員も務めた。

### 学位
- 法学修士　（愛知大学）
- 博士（法学）　（九州大学）

## 担当科目
- （学部）入門演習、憲法・統治機構、基礎演習　（院）憲法研究演習　（法科大学院）憲法演習、公法総合演習、法務総合演習

## 著作
- 『憲法判断のインパクト論』 （有斐閣／1987年）
- 『憲法学原論』酒井吉栄との共著 （評論社／1990年）
- 『アメリカ連邦最高裁の新しい役割―権力分立原則を中心にして』 （有斐閣／1993年）
- 『現代憲法論』酒井吉栄、鈴木光善との共著 （評論社／1995年）
- 『アメリカ連邦最高裁の新しい役割』 （新評論／1997年）
- 『比較憲法学』酒井吉栄との共著 （評論社／2002年）

## 所属学会
- 日本公法学会
- 日米法学会
- 比較法学会